# Bernhard Sperk
Bernhard Sperk (23. července 1839 Bílenec – 2. února 1912 Vídeň) byl rakouský veterinární lékař a pedagog. Specializoval se na léčbu zvířecího moru, obzvláště plicního. Působil jako zemský veterinář v Tyrolsku a Vorarlbersku.

## Životopis
Bernhardův otec byl krejčí a v Bílenci vlastnil menší usedlost. Přál si, aby jeho tři synové – Bernhard byl nejmladší – získali vyšší vzdělání. Proto oba starší poslal na studia na reálku do Prahy. Bernhard zatím chodil do základní školy v Petrohradě. Udržovat dva syny na studiích v hlavním městě však přesahovalo Sperkovy finanční možnosti; v roce 1851 se proto rozhodl bílenecký statek prodat a zbytek rodiny se odstěhoval do Prahy. Zde Bernhard dokončil základní vzdělání a studoval rovněž na reálce.
V zimním semestru 1857 začal Sperk jako mimořádný posluchač studovat na lékařské fakultě pražské univerzity Veterinární lékařství a k tomu si ještě na polytechnice zapsal zemědělství, botaniku a fyziku. Už v dalším roce však odešel do Vídně, kde jako civilní posluchač studoval veterinární lékařství na Vojenském veterinárním institutu. Roku 1861 zde s úspěchem absolvoval a dostal místo v uherském městě Mezőhegyes, kde sídlila významná chovná stanice koní. Po roce přešel na stanici se stejným zaměřením do Nymburka.
Sperk byl ve služebním poměru v armádě. Proto mohl od začátku školního roku 1863/1864 působit jako asistent na katedře veterinárního lékařství pražské lékařské fakulty až poté, kdy obdržel od rakouského ministerstva války dvouletou dovolenou. Za prusko-rakouské války v roce 1866 byl přidělený dolnorakouskému místodržitelství a spolu s dalšími dvěma kolegy měl na starosti léčbu hovězího moru.
V roce 1867 bylo v Dolním Rakousku uzákoněno, že v každém politickém okrese bude ustaven veterinární lékař. Sperk byl propuštěn z armády a stal se od téhož roku veterinářem v Amstettenu. Jeho úspěšné působení vedlo k tomu, že byl roku 1871 jmenován zemským lékařem v Tyrolsku a Vorarlbersku. Vrcholem jeho profesní kariéry bylo jmenování odborným referentem pro veterinární lékařství na rakouském ministerstvu vnitra v roce 1888. Ve funkci dokázal prosadit taková opatření, že se v Rakousku do konce 19. století zcela podařilo vymýtit plicní mor u hovězího dobytka.
V roce 1902 byl Sperk penzionován. Roku 1909 obdržel čestný doktorát Vysoké školy veterinární ve Vídni. Sperk byl také čestným členem Spolku veterinářů v Rakousku. Zemřel 2. února 1912 ve Vídni.